# هوغو بيرنس
هوغو بيرنس (بالألمانية: Hugo Behrens) (و. 1820 – 1910 م) هو مؤلِّف، وكاتب، من ألمانيا، ولد في هامبورغ، توفي عن عمر يناهز 90 عاماً.